# Sovereign (Film)
Sovereign ist ein Filmdrama und das Spielfilmdebüt von Christian Swegal. Der Action-Thriller mit Nick Offerman, Jacob Tremblay, Dennis Quaid und Martha Plimpton feierte im Juni 2025 beim Tribeca Film Festival seine Premiere und kam im Juli 2025 in die US-Kinos.

## Handlung
Im Jahr 2010 in Arkansas. Der selbsternannte „souveräne Bürger“ Jerry Kane und sein Sohn Joe sind beide Mitglieder der Terroristengruppe Sovereign Citizens. Sie glauben, dass Freiheit etwas ist, das man sich nehmen muss. Jerry ist streng gläubig und unterrichtet seinen Sohn zuhause. Der arbeitslose Dachdecker unternimmt regelmäßig Reisen durch den Mittleren Westen, um sich öffentlich gegen Gesetze und staatliche Autoritäten aufzulehnen. Er hält Seminare über Eigentumsrechte und Steuervermeidung. Als Waffenbefürworter besitzt Jerry illegal ein AR-15, was ihn in Schwierigkeiten bringt, als er und sein Sohn bei einer Routineverkehrskontrolle angehalten werden. Jerry wird umgehend verhaftet und Joe vorübergehend in einem Jugendheim untergebracht.
Jerry wird einige Tage später von seiner On-Off-Freundin Lesley Anne gegen Kaution freigekauft. Er verhält sich nun noch extremer als zuvor und droht, den Polizisten zu verklagen, der ihn verhaftet hat. Dennoch weigert er sich, die Autorität des Gerichts anzuerkennen und verlässt während des anschließenden Prozesses den Gerichtssaal.

## Produktion

### Filmstab und Besetzung

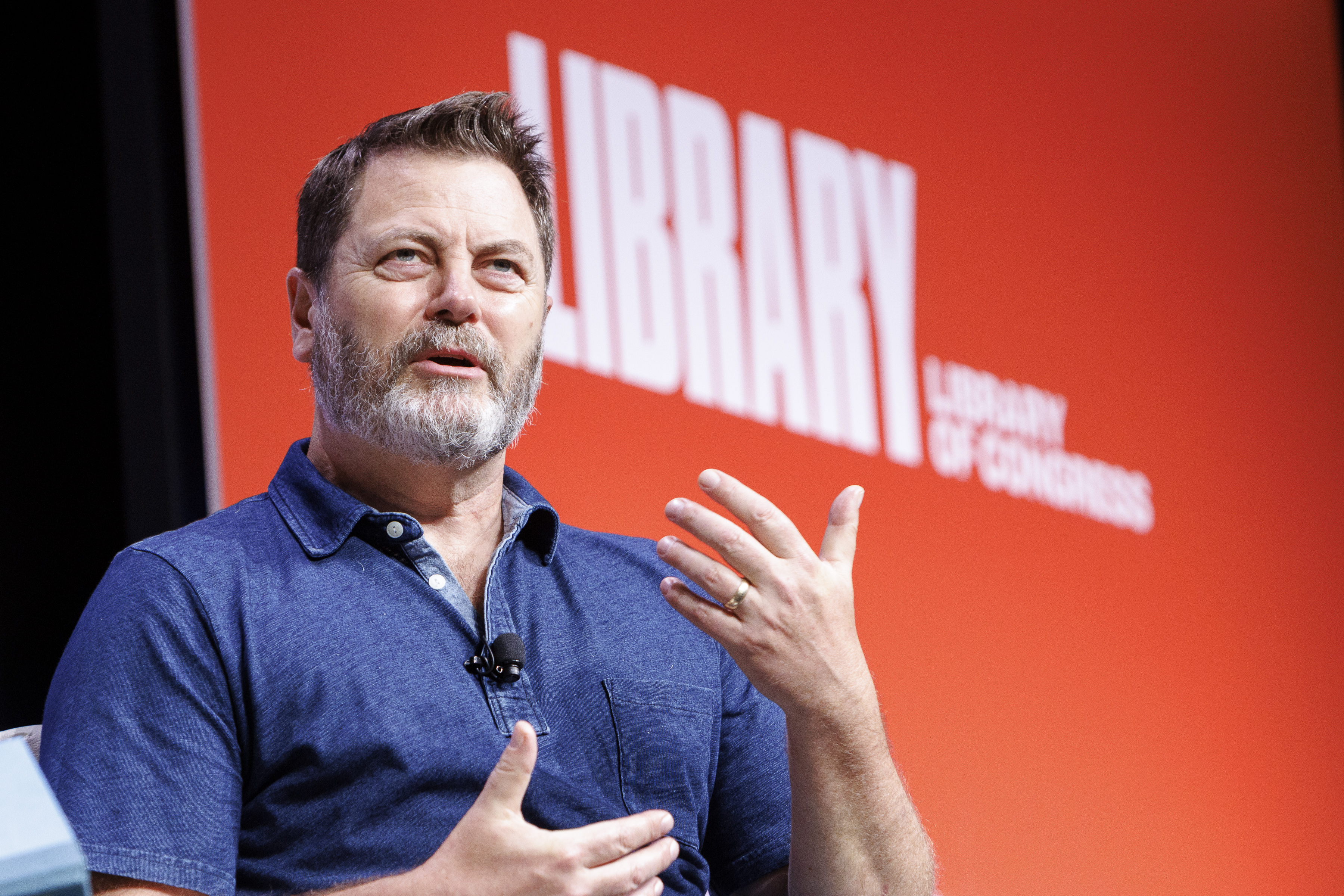
Nick Offerman spielt in der Hauptrolle den arbeitslosen Dachdecker Jerry Kane

Regie führte Christian Swegal, der auch das Drehbuch schrieb. Sovereign ist nach den Kurzfilmen Stasis und Solar sein Spielfilmdebüt.
Der US-Amerikaner Nick Offerman spielt den selbsternannten „souveränen Bürger“ Jerry Kane und der Kanadier Jacob Tremblay seinen Sohn Joe. Beide wirkten zuletzt an Mike Flanagans Filmdrama The Life of Chuck mit. Tremblay ist der Sohn eines Kriminalpolizisten und bekannt für die Rolle des am Treacher-Collins-Syndrom leidenden August Pullman in Wunder. In weiteren Rollen sind Dennis Quaid als Polizeichef John Bouchart, Thomas Mann als dessen Sohn Adam und Martha Plimpton als Jerrys On-Off-Freundin Lesley Ann zu sehen. Das Casting übernahm Barbara J. McCarthy.

### Veröffentlichung
Die Premiere des Films war am 8. Juni 2025 beim Tribeca Film Festival. Ebenfalls im Juni 2025 wurde Sovereign beim Bentonville Film Festival gezeigt. Die Vertriebsrechte für Nordamerika sicherte sich Briarcliff Entertainment. Am 11. Juli 2025 kam der Film in ausgewählte US-Kinos. Dort erhielt der Film ein R-Rating, was einer Freigabe ab 17 Jahren entspricht. Im September 2025 wird Sovereign beim Festival des amerikanischen Films gezeigt.

## Rezeption

### Kritiken
Von den bei Rotten Tomatoes aufgeführten Kritiken sind 94 Prozent positiv. Bei Metacritic erhielt der Film einen Metascore von 68 von 100 möglichen Punkten.

### Auszeichnungen
Bentonville Film Festival 2025
- Nominierung im Homegrown Competition
- Auszeichnung mit dem Best Homegrown Feature Award[11][12]

Festival des amerikanischen Films 2025
- Nominierung im Wettbewerb[13]